# أولكسندر رادتشينكو
أولكسندر رادتشينكو (بالأوكرانية: Радченко Олександр Борисович)‏ هو لاعب كرة قدم أوكراني في مركزي الدفاع، ولد في 19 يوليو 1976 في ماريوبول في أوكرانيا. شارك مع منتخب أوكرانيا لكرة القدم. أما مع النوادي، فقد لعب مع دينامو كييف ونادي إيليتشيفيتس ماريوبول ونادي دنيبرو دنيبروبتروفسك ونادي فولين لوتسك.

## وصلات خارجية
- أولكسندر رادتشينكو على موقع اتحاد أوكرانيا (الإنجليزية)
- أولكسندر رادتشينكو على موقع قاعدة بيانات كرة القدم.إي يو (الإنجليزية)
- أولكسندر رادتشينكو على موقع ناشيونال فوتبول تيمز (الإنجليزية)
- أولكسندر رادتشينكو على موقع Soccerway.com (الإنجليزية)
- أولكسندر رادتشينكو على موقع عالم كرة القدم.نت (الإنجليزية)